# Philip Bosco
Philip Michael Bosco (* 26. September 1930 in Jersey City, New Jersey; † 3. Dezember 2018 in Haworth, New Jersey) war ein US-amerikanischer Schauspieler.

## Leben
Philip Boscos Vater Philip Lupo Bosco war Arbeiter, seine Mutter Margaret Raymond Thek Bosco Polizistin. Bosco arbeitete als Lastwagenfahrer und diente von 1951 bis 1953 in der US Army. Er absolvierte 1957 die Catholic University of America.
Bosco erhielt 1957 den Theaterpreis Shakespeare Society of Washington D.C. Award. Er profilierte sich als Darsteller im amerikanischen Repertoiretheater und durch seine Mitwirkung in zahlreichen Stücken von George Bernard Shaw. 1961, 1984, 1987 und 1996 war er für einen Tony Award nominiert. 1989 gewann er einen Tony Award für seine Rolle als Saunders in der Komödie Otello darf nicht platzen (Lend Me a Tenor) von Ken Ludwig. Ein letztes Mal für wichtige Theaterpreise nominiert wurde er 2005 für seine Darstellung als Geschworener Nr. 3 in Twelve Angry Men, die in der bekannten Filmfassung von 1957 von Lee J. Cobb interpretiert worden war.
Bosco litt unter Flugangst und lehnte eigenen Angaben zufolge zu Beginn seiner Karriere einen Filmvertrag über sieben Jahre ab, da er nicht in Hollywood leben wollte. Auch hatte er eine Abneigung gegenüber der Arbeit beim Film. Dennoch trat er ab Anfang der 1950er-Jahre in über 90 Film- und Fernsehproduktionen in Erscheinung, überwiegend in Nebenrollen. So spielte er 1988 in dem Film Die Waffen der Frauen neben Harrison Ford und Melanie Griffith und 1997 in Die Hochzeit meines besten Freundes neben Julia Roberts, Cameron Diaz und Rupert Everett. Für seine Nebenrolle als Onkel Carmine in Der Club der Teufelinnen (1996) wurde er mit dem übrigen Schauspielensemble um Goldie Hawn, Diane Keaton und Bette Midler mit dem National Board of Review Award geehrt.
Bosco war seit 1957 mit Nancy Ann Dunkle verheiratet, mit der er sieben Kinder hat. Er starb im Dezember 2018 im Alter von 88 Jahren.

## Filmografie (Auswahl)
- 1953: You Are There (Fernsehserie, 2 Folgen)
- 1968: Der schnellste Weg zum Jenseits (A Lovely Way to Die)
- 1983: Die Glücksritter (Trading Places)
- 1984: Der Pate von Greenwich Village (The Pope of Greenwich Village)
- 1985: Die Himmelsstürmer (Heaven Help Us)
- 1986: Geschenkt ist noch zu teuer (The Money Pit)
- 1986: Gottes vergessene Kinder (Children of a Lesser God)
- 1987: Suspect – Unter Verdacht (Suspect)
- 1988: Die Waffen der Frauen (Working Girl)
- 1989: Das Traum-Team (The Dream Team)
- 1990: Blue Steel
- 1990: Ein verrückt genialer Coup (Quick Change)
- 1991: F/X 2 – Die tödliche Illusion (F/X2)
- 1991: Der Preis der Macht (True Colors)
- 1991: Schatten und Nebel (Shadows and Fog)
- 1992: Sag’s offen, Shirlee (Straight Talk)
- 1992: Musik: Bernard Herrmann (Music for the Movies: Bernard Herrmann, Sprecher)
- 1994: Taschengeld (Milk Money)
- 1994: Safe Passage
- 1994: Nobody’s Fool – Auf Dauer unwiderstehlich (Nobody’s Fool)
- 1994: Against the Wall (Fernsehfilm)
- 1995: Eins und Eins macht Vier (It Takes Two)
- 1996: Der Club der Teufelinnen (The First Wives Club)
- 1997: Die Hochzeit meines besten Freundes (My Best Friend’s Wedding)
- 1997: Sterben und erben (Critical Care)
- 1997: Harry außer sich (Deconstructing Harry)
- 1999: Bonanno: A Godfather’s Story
- 2000: Die WonderBoys (Wonder Boys)
- 2000: Mut zur Liebe (Cupid & Cate)
- 2000: Shaft – Noch Fragen? (Shaft)
- 2001: Kate und Leopold (Kate & Leopold)
- 2002: Abandon
- 2002–2006: Law & Order: New York (Fernsehserie, 6 Folgen)
- 2005: Hitch – Der Date Doktor (Hitch)
- 2006: Das Gesicht der Wahrheit (Freedomland)
- 2007: Die Geschwister Savage (The Savages)
- 2007–2009: Damages – Im Netz der Macht (Damages; Fernsehserie, 12 Folgen)

## Auszeichnungen
- 1961: Nominierung für den Tony Award für Rape of the Belt (Bester Nebendarsteller)
- 1980: Nominierung für den Drama Desk Award für Major Barbara (Bester Hauptdarsteller)
- 1984: Nominierung für den Tony Award für Heartbreak House (Bester Nebendarsteller)
- 1987: Nominierung für den Tony Award für You Never Can Tell (Bester Hauptdarsteller)
- 1988: Daytime Emmy Award für Junge Schicksale, Folge: Read Between The Lines (Bester Darsteller in einem Kinderprogramm)
- 1989: Drama Desk Award für Lend Me a Tenor (Bester Hauptdarsteller)
- 1989: Tony Award für Lend Me a Tenor (Bester Hauptdarsteller)
- 1995: Nominierung für den Drama Desk Award für The Heiress (Bester Hauptdarsteller)
- 1996: Nominierung für den Tony Award für Moon Over Buffalo (Bester Hauptdarsteller)
- 1996: National Board of Review Award für Der Club der Teufelinnen (Bestes Schauspielensemble)
- 2005: Nominierung für den Drama Desk Award für  Twelve Angry Men (Bester Nebendarsteller)
- 2005: Nominierung für den Tony Award für Twelve Angry Men (Bester Hauptdarsteller)